# Alleanza Popolare per la Democrazia

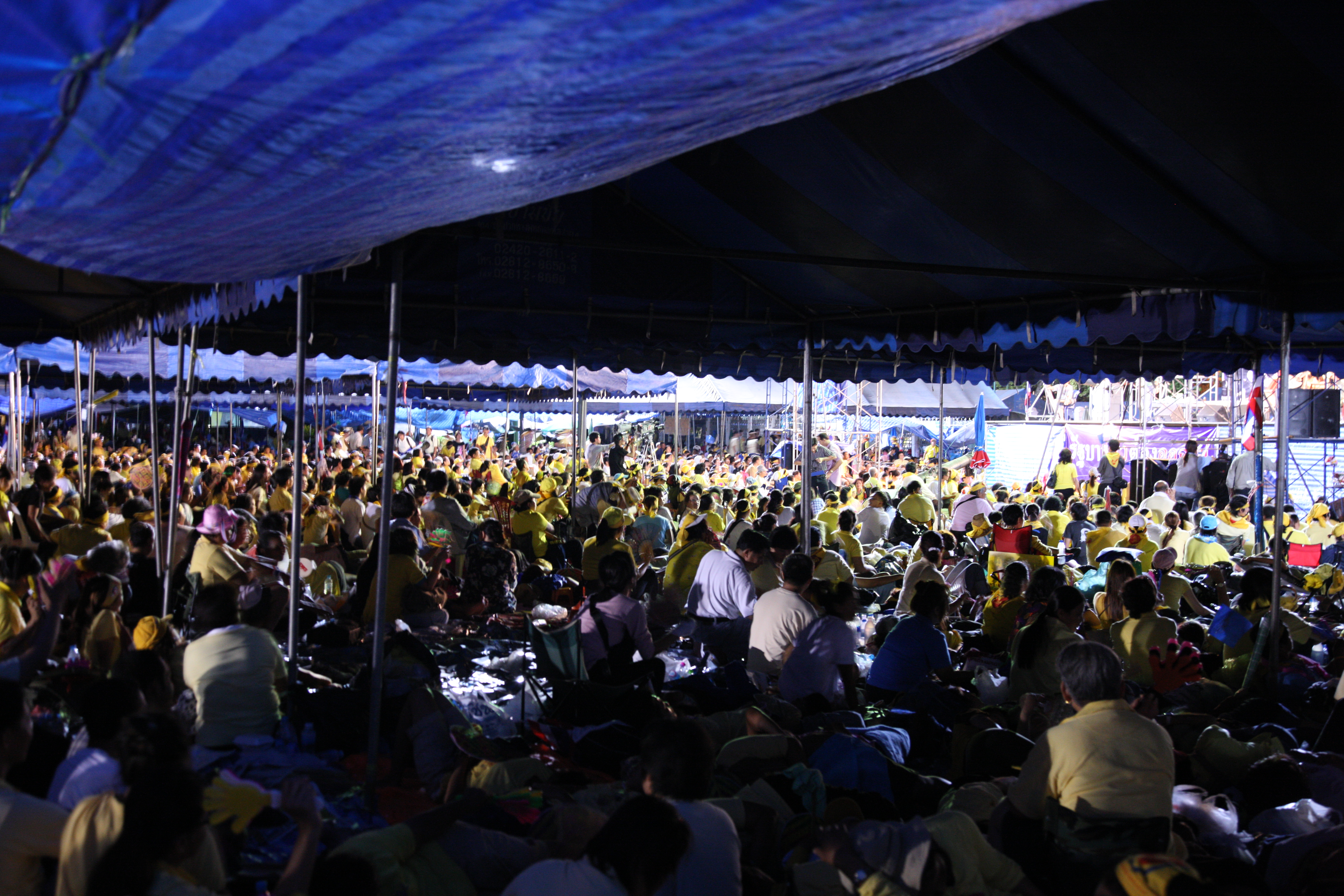
Bangkok, 1º agosto 2008. Occupazione del palazzo di governo da parte delle camicie gialle

L'Alleanza Popolare per la Democrazia (APD, in thai พันธมิตร ประชาชน เพื่อ ประชาธิปไตย, Phanthamit Prachachon Pheu Prachathipatai), conosciuta anche come Alleanza di Liberazione Nazionale (in thai กลุ่มพันธมิตรกู้ชาติ, Klum Phanthamit Ku Chat) è stato un movimento politico della Thailandia. I suoi aderenti erano conosciuti anche come camicie gialle (in thai เสื้อเหลือง, Suea Lueang), per il colore dei capi indossati nelle manifestazioni, che è anche il colore simbolo del re di Thailandia. Fu un collettivo di protesta e un gruppo di pressione attivo tra il 2005 e il 2014 contro gli interessi dell'ex primo ministro Thaksin Shinawatra, che con la sua politica populistica aveva leso gli interessi della tradizionale classe dirigente e dell'élite thailandese, in particolare dell'esercito, della monarchia e della burocrazia.
Fu un movimento popolare della destra nazionale di ispirazione monarchica e conservatrice, composto in prevalenza da rappresentanti del ceto medio e della classe lavoratrice di Bangkok e delle province della Thailandia del Sud, appoggiato da alcune fazioni dell'Esercito thailandese e da membri del sindacato dei dipendenti statali. Furono frequenti gli scontri e accesa la rivalità tra l'APD e le camicie rosse del movimento Fronte Unito per la Democrazia contro la Dittatura (FUDD), i più attivi sostenitori di Thaksin, che ha le sue roccaforti tra le classi meno abbienti della Thailandia del Nord e del Nordest.

## Storia dell'APD

### Fondazione e prime dimostrazioni
Thaksin era diventato primo ministro dopo che il suo partito Thai Rak Thai aveva vinto le elezioni politiche del 2001. Tra le leggi populiste da lui promosse che lesero gli interessi della classe dirigente di Bangkok e aiutarono le fasce più povere del popolo vi furono l'introduzione di un ticket unico di 30 baht per le visite mediche ospedaliere e la concessione di microcrediti a chi non aveva accesso ad alcun tipo di prestito. Fu quindi accusato di conflitto d'interesse per aver favorito la Shin Corporation, colosso delle telecomunicazioni thai da lui fondato prima di diventare premier. Riuscì comunque a portare a termine il mandato e a trionfare nelle consultazioni del 2005 con un margine di vantaggio mai registrato prima nella storia del Paese.

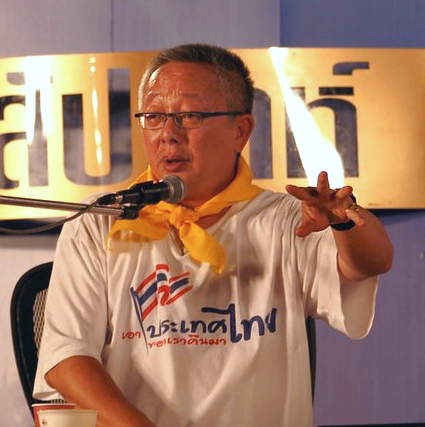
Sondhi in una dimostrazione del 2006

Tra i suoi alleati vi era il magnate dei media Sondhi Limthongkul, che divenne poi suo nemico quando Viroj Nualkhair, amministratore delegato della banca di Stato Krung Thai Bank, fu licenziato per le troppe perdite dell'istituto. Viroj aveva in precedenza aiutato finanziariamente Sondhi, che cominciò quindi a criticare Thaksin dal suo giornale Manager Daily e dalla sua emittente televisiva ASTV. Nel 2005 Sondhi fondò l'Alleanza Popolare per le Democrazia (APD) e raccolse adesioni contro il governo tra le comunità monarchiche, secondo le quali Thaksin spesso insultava re Bhumibol Adulyadej, in alcune aziende di Stato che si opponevano ai piani di privatizzazione del governo e nelle fazioni delle forze armate che accusavano il primo ministro di promuovere solo gli ufficiali a lui favorevoli. In seguito Thaksin vendette le sue azioni della Shin Corporation sfruttando un cavillo che gli consentì di non pagare le tasse sulla plusvalenza maturata, il movimento APD si ingrandì chiedendo pubblicamente che quelle tasse fossero pagate, malgrado l'Ufficio delle Entrate non avesse riscontrato alcuna infrazione.

### Colpo di Stato del 2006 e primo scioglimento del movimento
Le proteste aumentarono e nel febbraio 2006 il comandante dell'esercito Sonthi Boonyaratglin iniziò segretamente a preparare un colpo di Stato. In quel periodo vi furono grandi dimostrazioni di piazza contro Thaksin a cui parteciparono centinaia di migliaia di oppositori. Il successivo 14 luglio, l'ex primo ministro e generale in pensione Prem Tinsulanonda, presidente del Consiglio privato del re, disse ai cadetti della Regia accademia militare Chulachomklao che i militari thai devono obbedire al re e non al governo.

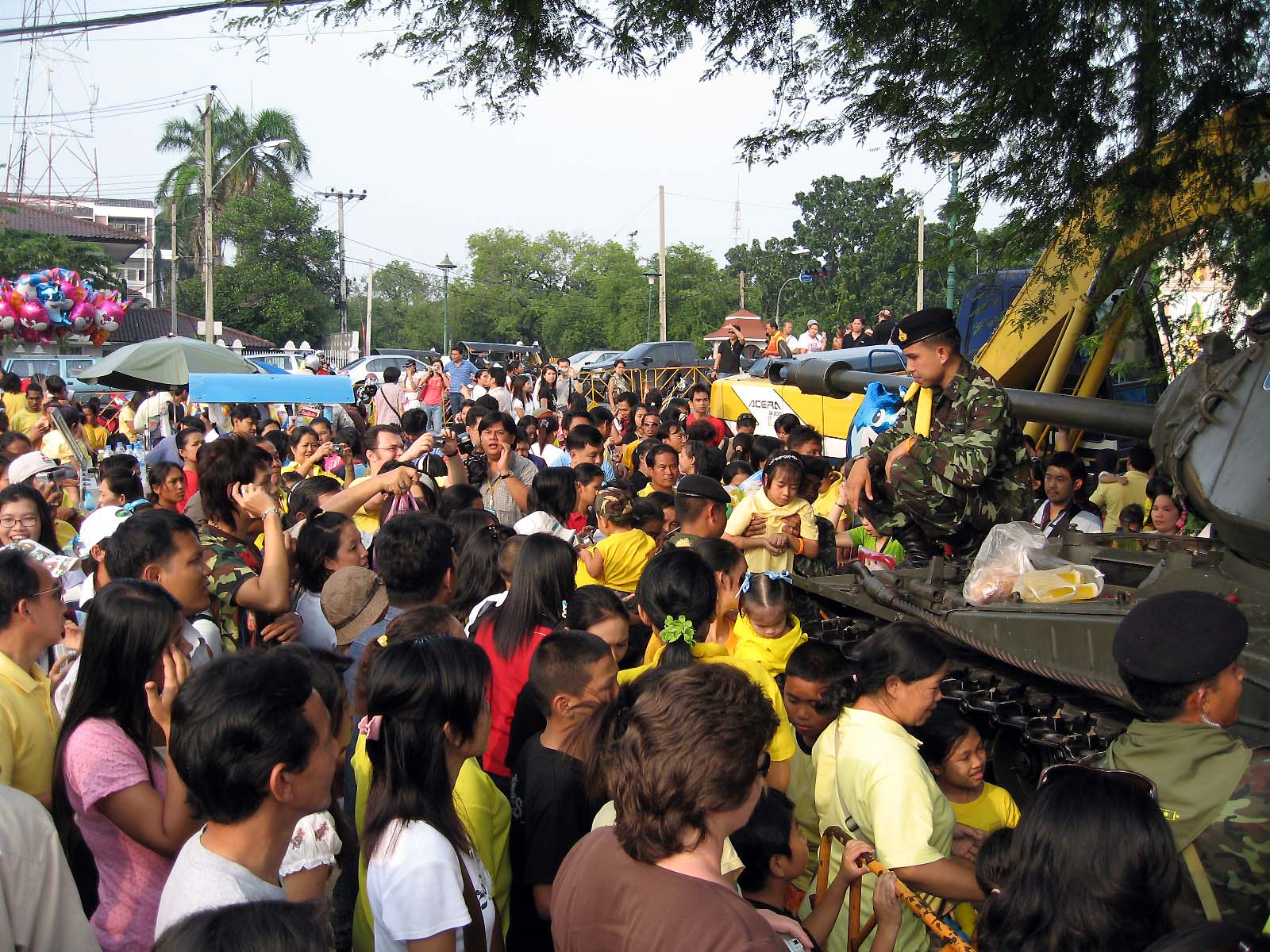
Bangkok, 24 settembre 2006, dimostranti dell'APD fraternizzano con l'esercito poco dopo il colpo di Stato

Il colpo di Stato militare fu messo in atto il 19 settembre 2006, quando il premier era a un summit dell'ONU a New York poco prima delle nuove elezioni.. Thaksin rimase quindi a vivere in esilio all'estero e annunciò il proprio ritiro dalla politica. Le elezioni furono annullate dalla giunta militare che abrogò la Costituzione, dissolse il Parlamento e vietò le manifestazioni di protesta, fece chiudere o censurare i media, dichiarò la legge marziale e arrestò i membri del governo. L'APD quindi si dissolse annunciando che i suoi obiettivi erano stati raggiunti. Fu eletto premier il generale in pensione Surayud Chulanont, molto vicino alle posizioni di Prem, e un tribunale nominato dalla giunta dissolse Thai Rak Thai e inibì alla politica per 5 anni 111 dei suoi membri. Fu emanata una nuova Costituzione che limitò il potere del governo e aumentò quello giudiziario, quello del Senato, metà del quale non veniva più nominato dagli elettori, e quello dell'esercito, che vide anche un aumento del proprio budget. Furono fissate nuove elezioni per il dicembre 2007.

### Crisi política del 2008

#### Elezioni del dicembre 2007 vinte da alleati di Thaksin
Nel periodo tra il colpo di Stato e le elezioni fu fatto un lavoro capillare per distruggere il potere di Thaksin e fu quindi una sorpresa la vittoria nelle consultazioni di dicembre della coalizione guidata dal Partito del Potere Popolare (PPP), in cui figuravano molti ex aderenti del disciolto Thai Rak Thai. Fu eletto primo ministro Samak Sundaravej il cui programma, non più solo populistico e personalistico, auspicava la trasformazione della Thailandia in una moderna monarchia costituzionale di tipo nord europeo, con uno Stato sociale più attento ai bisogni dei ceti più poveri. Fu progettata una riforma agraria a beneficio dei contadini ed altre importanti riforme di tipo politico tra cui quella del sistema elettorale, abbandonando la prassi che prevedeva la nomina di una quota di parlamentari da parte del re, delle forze armate e di altri poteri, e introducendo un sistema maggioritario secco (first-past-the-post) e l'obbligo del possesso di una laurea per essere eletti deputati. Questi programmi si proponevano di modificare il sistema vigente che penalizzava la partecipazione attiva alla vita politica nazionale di gran parte della popolazione thailandese, specie quella degli strati medio-bassi.
Tra gli ostacoli più grandi di questi progetti vi furono la magistratura e alcune agenzie statali, che ben presto iniziarono a muoversi contro il governo. Fu nominata una commissione per investigare sulle elezioni che nel giro di un mese denunciò per brogli elettorali diversi deputati del PPP, tra cui il vice di Samak. Malgrado alcuni dissidenti al suo interno sostenessero che indagava senza ascoltare i testimoni in favore degli accusati, la commissione continuò il suo lavoro ed ottenne risultati che avrebbero consentito di dissolvere il partito nel dicembre 2008 alla Corte costituzionale, i cui membri erano noti oppositori di Thaksin e vicini alle posizioni dell'esercito. L'esercito protesse il Comitato per il controllo degli assetti finanziari, un'emanazione della giunta militare il cui operato ebbe come principali bersagli Thaksin e i suoi alleati. In aprile la commissione nazionale contro la corruzione costrinse alle dimissioni il ministro della Sanità per aver denunciato con un mese di ritardo l'assetto finanziario della moglie. A fine mese un vice-ministro del Commercio fu a sua volta destituito per aver dichiarato in modo errato le proprie azioni di una compagnia privata che aveva già chiuso l'attività.

#### Nuove grandi proteste delle camicie gialle tra il maggio e il luglio 2008

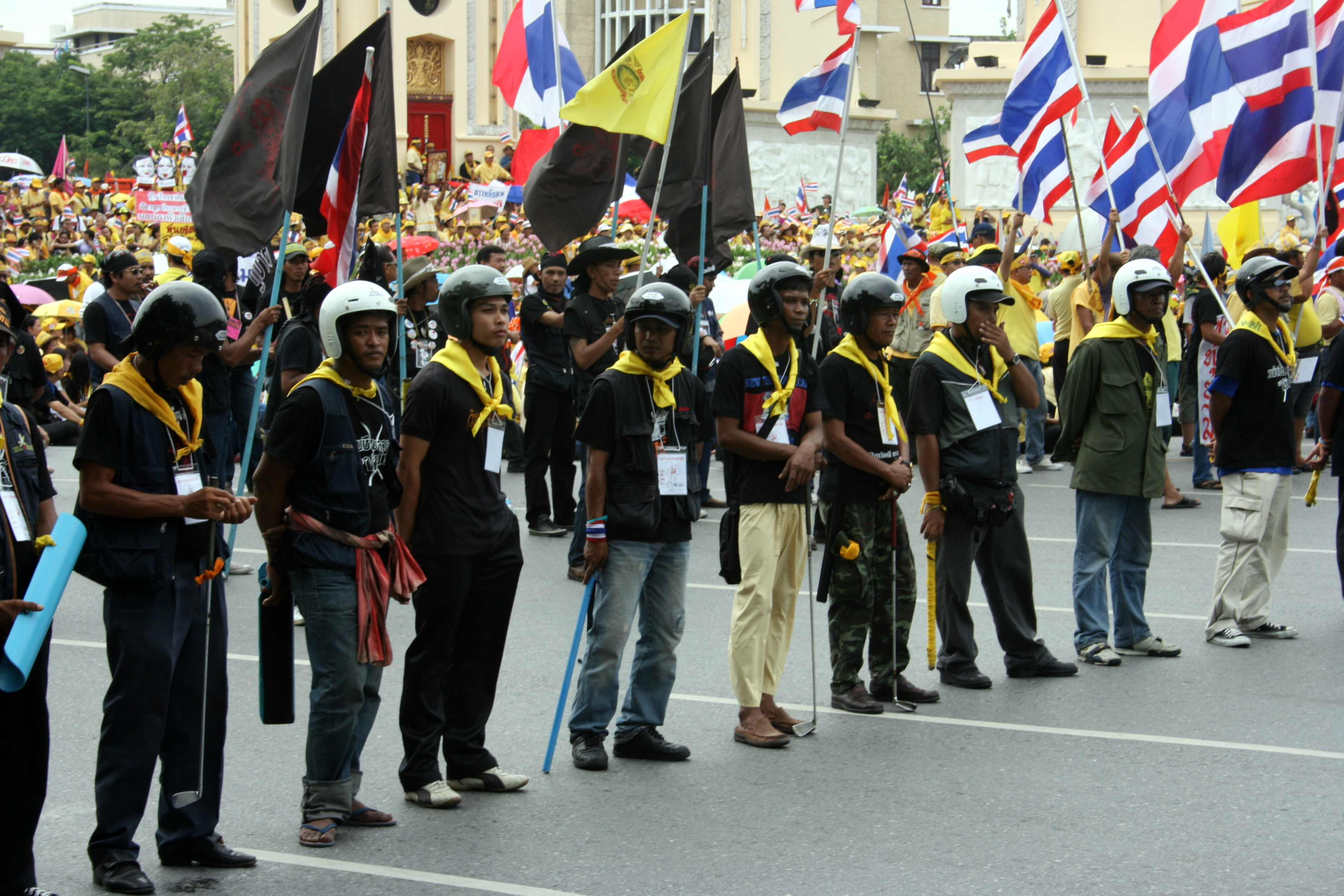
Dimostranti della APD il 2 luglio 2008 a Bangkok

Il governo di Sundaravej propose di cambiare la Costituzione dei militari provocando le proteste degli oppositori, che lo accusarono di tutelare gli interessi dell'esiliato Thaksin. Nel maggio del 2008 gli aderenti all'Alleanza Popolare per la Democrazia tornarono a manifestare nelle piazze, accusando tra l'altro il primo ministro di aver ottenuto concessioni d'affari dai cambogiani, dopo aver loro ceduto i territori contesi del Tempio Preah Vihear; territori che sono poi rientrati nella domanda sottoposta all'UNESCO in Québec, Canada. L'opposizione chiese il ritiro degli investimenti thai in Cambogia, la chiusura dei 40 valichi di frontiera tra i due Stati, l'annullamento di tutti i voli tra la Thailandia e gli aeroporti cambogiani, la costruzione di una base navale vicino al confine ecc. Le proteste furono guidate dal giornale del leader dell'APD Sondhi Limthongkul, che ricevette dure critiche per la sua intransigenza anche in Thailandia. La campagna anti-governativa portò alle dimissioni del ministro degli Esteri alla fine di giugno.
Quel mese le proteste ebbero nuovo slancio con i risultati delle indagini su Thaksin della Commissione per il controllo degli assetti finanziari, che gli imputarono 15 diverse irregolarità. A nulla valsero le critiche secondo cui questa commissione suggeriva alla magistratura le azioni legali da intraprendere senza esaminare le prove e i testimoni in favore degli accusati. A fine giugno il Parlamento respinse una mozione di sfiducia contro il governo presentata dalla APD, che chiese una modifica della Costituzione per ridurre il numero dei parlamentari, una scelta che avrebbe delegittimato di fatto la popolazione rurale, vista dalla APD non sufficientemente educata per dare il proprio voto. Il 30 giugno, il quotidiano Nation di Bangkok pubblicò un editoriale molto critico nei confronti della APD, accusandola di aver utilizzato la disputa su Preah Vihear durante la campagna elettorale contro il governo.
Nuove proteste dell'opposizione furono suscitate dal tribunale che in luglio emise la sentenza di tre anni di detenzione per la moglie di Thaksin con l'accusa di evasione fiscale. Il 25 agosto un tribunale dispose il sequestro di 2 milioni di dollari dal patrimonio dell'ex premier, scatenando la reazione delle opposizioni. Durante tutto il periodo di crisi rimasero sostanzialmente impunite le azioni violente di cui si resero responsabili i membri dell'APD, che una volta fermati dalle forze dell'ordine venivano scagionati o rilasciati su cauzione e potevano tornare in prima linea nelle dimostrazioni.

#### Assedio del palazzo di governo

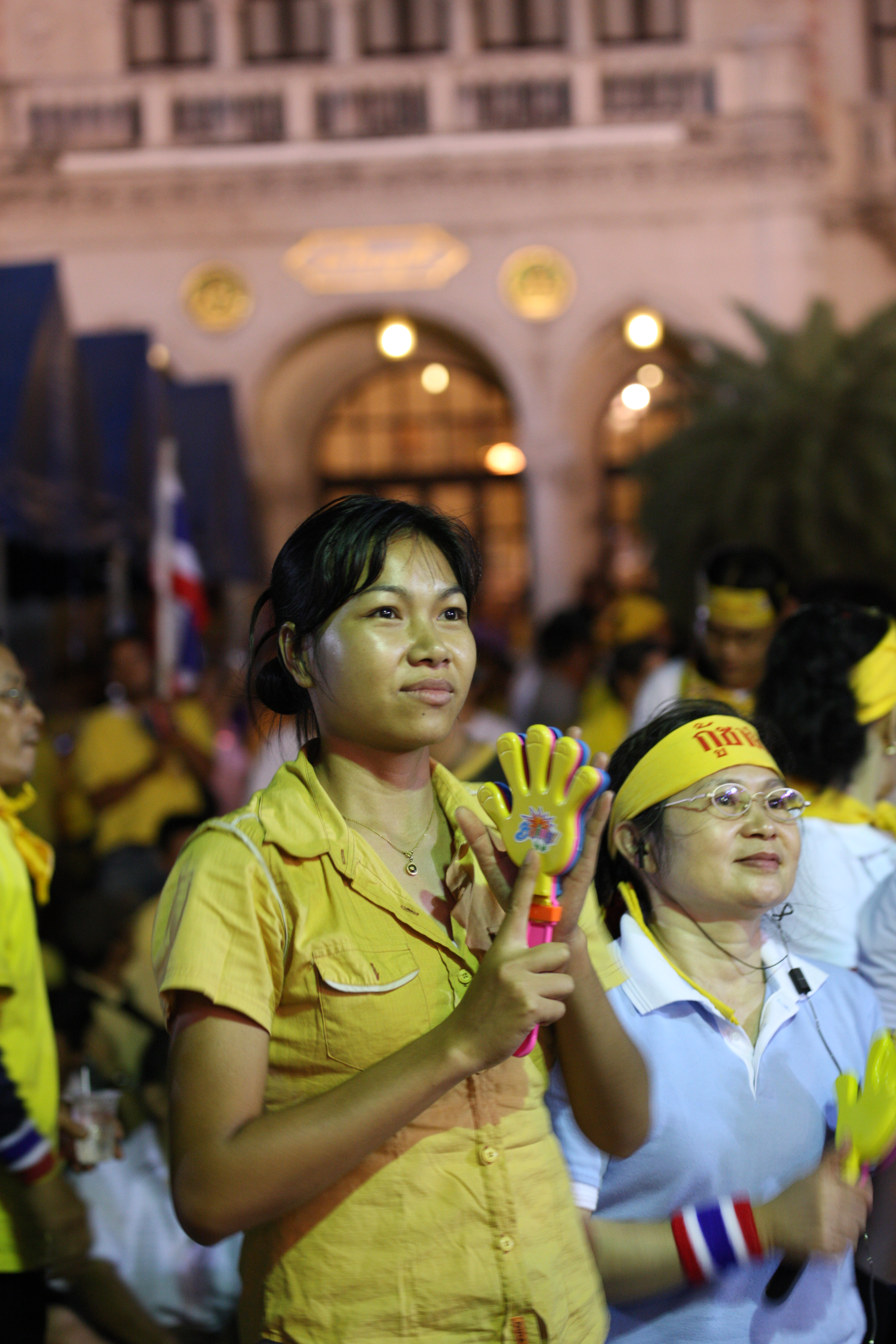
Manifestanti della APD al palazzo del governo il 26 agosto 2008

La crisi si aggravò il 26 agosto quando le camicie gialle dell'APD occuparono il terreno su cui sorge il palazzo di governo, costringendo il primo ministro a non utilizzarlo. Altri gruppi attaccarono la sede dell'emittente televisiva National Broadcasting Services of Thailand, e gli uffici di tre ministri, e bloccarono alcune delle maggiori arterie stradali della capitale. Il primo ministro Samak rifiutò di dimettersi ma scelse di non usare la violenza contro i manifestanti, che occuparono il palazzo di governo malgrado alcuni mandati di arresto contro loro dirigenti e l'ordine di evacuare da parte del tribunale civile. Il giorno 29 vi furono scontri tra i manifestanti e la polizia, che non riuscì a disperderli.
Il 29 agosto il sindacato dei ferrovieri vicino alla APD mise in atto uno sciopero che fece annullare diversi trasporti su treni. Altri dimostranti APD bloccarono gli aeroporti di Hat Yai, Phuket e Krabi, che furono riaperti tra il 30 e il 31. Il sindacato degli statali minacciò scioperi degli addetti alle forniture di acqua, energia elettrica, trasporti pubblici e comunicazioni, nonché degli ufficiali di polizia e degli uffici governativi. Nel frattempo cominciarono a riunirsi nella centrale piazza Sanam Luang le camicie rosse filo-governative del Fronte Unito per la Democrazia contro la Dittatura (FUDD).

#### Stato di emergenza in settembre
Una settimana dopo l'occupazione dei terreni del palazzo di governo vi furono i primi scontri tra le camicie rosse del FUDD e quelle gialle della APD con il bilancio di un morto e 43 feriti. Il primo ministro Samak dichiarò lo stato di emergenza per Bangkok il mattino dopo, affidando al comandante in capo dell'esercito Anupong Paochinda, al comandante in capo della polizia Patcharavat Wongsuwan e al generale dell'esercito Prayuth Chan-ocha il compito di gestire la situazione. Fece inoltre vietare le riunioni in pubblico a Bangkok con più di 5 persone, la distribuzione di materiale che potesse provocare disordini o allarmismi ecc. L'iniziativa sollevò critiche e provocò le dimissioni del ministro degli Esteri Tej Bunnag, che si disse contrario a provvedimenti così drastici. Il 14 settembre il governo revocò lo stato di emergenza e i divieti imposti in quei giorni.

#### Sentenza della Corte costituzionale e destituzione di Samak
Il 9 settembre 2008, la Corte costituzionale dichiarò il primo ministro Samak colpevole di conflitto d'interessi per aver condotto due programmi televisivi di gastronomia nei primi mesi in cui era a capo del governo, in contravvenzione a quanto disposto dalla Costituzione del 2007 che vietava ai membri del governo di avere altri impieghi. Samak fu ritenuto colpevole anche se non era tecnicamente un impiegato per la trasmissione, ma aveva un contratto da collaboratore esterno già prima di diventare primo ministro. La Corte costituzionale ritenne invece che lo spirito di quell'articolo della Costituzione andasse inteso in senso più ampio e dispose la sua rimozione dall'ufficio. Il PPP cercò di rieleggerlo ma non ottenne la maggioranza in Parlamento riuscendo invece a raggiungerla il 17 settembre con la nomina a premier di Somchai Wongsawat, vice-primo ministro di Samak e cognato di Thaksin, che sconfisse nel ballottaggio il leader delle opposizioni Abhisit Vejjajiva del Partito Democratico. A fine mese fu spiccato un mandato di arresto per Thaksin e la moglie, che si erano rifugiati nel Regno Unito.

#### Scontri e assedio del Parlamento
Il 4 e il 5 ottobre 2008 furono arrestati dalla polizia rispettivamente Chamlong Srimuang e Chaiwat Sinsuwongse, attivisti dalla Alleanza Popolare per la Democrazia (APD), con l'accusa di insurrezione, cospirazione, assemblea illegale e per resistenza a pubblico ufficiale avendo rifiutato di disperdersi. Le accuse furono estese ad altri 8 leader della protesta ma dalla casa del governo, il capo della APD Sondhi Limthongkul annunciò che le dimostrazioni sarebbero continuate.
Armati di bastoni, il 7 ottobre i dimostranti dell'APD circondarono il Parlamento e con l'impiego di filo spinato impedirono alla legislatura di riunirsi per presenziare al discorso con cui Somchai Wongsawat avrebbe presentato i suoi programmi. Il governo reagì facendo intervenire la polizia che usò gas lacrimogeno e sparò sui manifestanti, causando oltre 100 feriti. Un dimostrante fu ucciso dallo scoppio di un lacrimogeno all'interno della sua vettura, mentre stazionava fuori dalla sede del partito Nazione Thai che faceva parte della coalizione di governo.
L'operato della polizia ricevette aspre critiche e si avviarono indagini per scoprire i responsabili. Un dottore dell'Ospedale Chulalongkorn di Bangkok convinse altri dottori della città a rifiutare le cure mediche ai poliziotti feriti negli scontri in segno di protesta per la violenza adottata. Malgrado i violenti scontri, l'assedio del Parlamento ebbe fine alla sera ma i dimostranti cinsero quindi d'assedio la caserma della polizia vicino alla sede del governo, dove nuovi scontri con le forze dell'ordine provocarono la morte di una manifestante e nuovi feriti. I dirigenti dell'APD richiamarono i manifestanti a limitarsi all'occupazione del palazzo di governo e la situazione si normalizzò.
Ai funerali del 13 ottobre della donna uccisa negli scontri presenziarono la regina Sirikit, sua figlia la principessa Chulabhorn Walailak, il capo dell'esercito Anupong Paochinda, il leader dell'opposizione Abhisit Vejjajiva e altre personalità, ma nessuno in rappresentanza della polizia. La regina porse le condoglianze ai parenti della vittima dicendo che era una brava ragazza sacrificatasi per amore della monarchia. Re Rama IX fece avere un contributo economico alla stessa famiglia. La regina donò inoltre 1 milione di Baht per le spese mediche dei feriti sia dei manifestanti che della polizia. Era da 10 anni che nessun membro della famiglia reale presenziava a funerali di manifestanti uccisi, fatto che fu considerato indicativo della volontà della famiglia reale in un momento di tensione irrisolta. Il 21 ottobre, la Corte suprema riconobbe Thaksin colpevole di conflitto d'interessi e gli comminò la pena di due anni di reclusione.

#### Blocco degli aeroporti di Bangkok
Uno dei momenti più gravi e decisivi della crisi fu l'occupazione degli aeroporti Suvarnabhumi e Don Mueang di Bangkok il 25 novembre. Le azioni furono precedute da altri gravi fatti tra cui un nuovo assedio al Parlamento da parte di 10 000 sostenitori dell'APD, a cui la polizia non rispose per paura si ripetessero scontri come quelli del 7 ottobre. Altri membri dell'APD si recarono al quartier generale dell'esercito pensando che ospitasse una seduta del governo. Altri ancora risposero con armi da fuoco, spranghe e fionde a un'imboscata tesagli da membri del FUDD mentre con un camion percorrevano una strada di Bangkok, provocando 11 feriti di cui uno grave.
Il 25 novembre decine di migliaia di sostenitori dell'APD andarono a presidiare il vecchio aeroporto Don Mueang, alla periferia nord, nel cui edificio per VIP era in programma una seduta del Consiglio dei ministri che fu quindi rinviata. In serata una cinquantina di persone mascherate entrarono nella torre di controllo dell'aeroporto Suvarnabhumi per chiedere a che ora arrivava il volo su cui viaggiava il primo ministro, di ritorno da un viaggio in Perù, ma non trovarono nessun addetto al controllo aereo. Armati di spranghe, passarono attraverso i picchetti della polizia anti-sommossa che aveva ordine di non usare violenza dopo i fatti di ottobre. Migliaia di dimostranti dell'APD in camicia gialla, con immagini del re e bandiere thailandesi accorsero quindi per fare barricate sulle strade da e per l'aeroporto e presìdi nella zona delle partenze e dei check-in. Fecero cancellare prima i voli in partenza e poi quelli in arrivo, costringendo le compagnie aeree a cancellare buona parte dei voli o a spostarli su altri scali. Molti dei taxisti all'esterno del terminal principale furono picchiati da dimostranti mascherati con mazze da baseball e da golf.
Poche ore dopo il blocco di Suvarnabhumi, la Corte costituzionale annunciò l'imminente processo per lo scioglimento dei partiti di governo coinvolti nei presunti brogli elettorali, sollecitando la consegna di prove al riguardo entro le ore successive. Suvarnabhumi è il principale scalo aereo thailandese, dal quale a quel tempo partivano e arrivavano 700 voli giornalieri e 40 milioni di passeggeri all'anno. Già il primo giorno migliaia di passeggeri si trovarono bloccati in aeroporto e centinaia di voli furono annullati. Le compagnie e le autorità competenti non sapevano dare risposte alle proteste dei passeggeri. Alcuni riuscirono a farsi portare in centro città o nella vicina Pattaya in attesa della riapertura. Nel frattempo continuò il presidio al Don Mueang, dove tre manifestanti furono feriti dal lancio di un ordigno di cui non furono trovati i responsabili. Il blocco degli scali fu considerato un gravissimo danno all'economia e al prestigio della Thailandia. Molte diplomazie estere criticarono aspramente l'assalto agli aeroporti, pur non entrando nel merito dei motivi che le causarono.
Nei giorni successivi diversi voli sostitutivi furono organizzati dagli aeroporti di U-Tapao, Phuket e Chiang Mai, dove nel frattempo era arrivato il primo ministro che aveva deciso di gestire la crisi da quella città, tradizionale roccaforte del FUDD. Fallirono i negoziati tra i dimostranti, che chiedevano le dimissioni del governo, e lo stesso governo, che chiedeva la fine dell'occupazione degli aeroporti. Il primo ministro dichiarò lo stato d'emergenza senza ottenere risultati, licenziò quindi il capo della polizia ed entrò in polemica con il capo dell'esercito Anupong che aveva chiesto pubblicamente al governo di dimettersi e non interveniva in suo appoggio. Il 29 novembre Somchai Wongsawat fece dispiegare 2 000 poliziotti attorno all'aeroporto Suvarnabhumi per intimorire i ribelli che invece partirono armati e provvisti di elmetti e occhiali protettivi all'attacco di un contingente di polizia di 250 uomini, costringendoli alla fuga. In quei giorni il portavoce dei dimostranti fece sapere che erano disposti a morire e anche a usare ostaggi come scudi umani prima di arrendersi.

#### La Corte costituzionale scioglie i partiti di governo, nuovo scioglimento dell'APD
Mentre il blocco degli aeroporti continuava, la Corte costituzionale fece sapere che non aveva bisogno di altri testimoni né di altre prove nel processo ai partiti di governo. Il giorno prima della sentenza il presidente della Corte annunciò che le udienze dei testimoni potevano considerarsi finite, malgrado 200 dei testimoni preavvisati non erano ancora stati ascoltati. Le forze filo-governative minacciarono di presidiare la Corte per il processo ma furono dissuase dai proclami delle forze armate, intenzionate a proteggere il luogo e disperdere anche con la forza i dimostranti. Il 2 dicembre 2008 giunse la sentenza della Corte costituzionale che riconobbe fondate le accuse di frode elettorale sostenute dalla Commissione elettorale; sciolse i partiti della coalizione Partito del Potere Popolare, Nazione Thai e Matchima, e revocò i diritti politici di altri 109 dei loro parlamentari, infliggendogli l'interdizione dalla politica per 5 anni.
Le camicie gialle avevano ottenuto il loro scopo, posero fine al blocco degli aeroporti e dopo qualche giorno liberarono anche il palazzo governativo, nel quale avevano compiuto furti e vandalismi; la polizia trovò nei giorni successivi varie armi proprie e improprie nel canale attiguo. I voli ripresero il 4 dicembre; la Banca di Thailandia calcolò che per il blocco degli aeroporti lo Stato aveva avuto perdite immediate di 290 miliardi di baht, pari al 3% del PIL nazionale, senza contare le perdite in prospettiva come il calo del turismo e la perdita di fiducia dei mercati internazionali. L'Autorità aeroportuale chiese 18 miliardi di danni all'APD e la Thai Airways dimezzò il numero dei voli. La sola pulizia del palazzo del governo costò 20 milioni di baht.

#### Sviluppi successivi
Il Partito Popolare si aspettava l'esito negativo della sentenza e si ricostituì immediatamente con i deputati non interdetti nel nuovo Partito Pheu Thai (Per i thai), che avrebbe potuto avere ancora la maggioranza in Parlamento con gli altri partiti della coalizione non sciolti. Subentrarono però altri fattori, come il parere negativo della Camera di Commercio che appoggiò un governo guidato dal conservatore Partito Democratico (PD). La svolta si ebbe con il ritiro dalla coalizione di Newin Chidchob e dei parlamentari che lo appoggiavano. Newin era stato un fedelissimo di Thaksin e di Samak, ma insieme a 70 parlamentari si era opposto alla nomina di Somchai Wongsawat e ciò fu sfruttato dal PD che convinse la fazione di Newin, composta da 23 parlamentari, a unirsi in una nuova coalizione. Anche negli altri partiti minori vi fu una spaccatura e diversi altri parlamentari confluirono in una nuova maggioranza capeggiata dal leader del PD Abhisit Vejjajiva, che il 17 dicembre fu eletto nuovo primo ministroo con 235 voti a favore e 198 contrari, senza aver ricorso a nuove elezioni popolari. Il ministro degli Esteri fece subito annullare il passaporto diplomatico di Thaksin. Ministro della Difesa fu nominato il generale in pensione Prawit Wongsuwan, già comandante in capo dell'esercito dal 2004, giudice supremo della Corte marziale costituzionale dopo il pensionamento e membro dell'Assemblea legislativa nazionale dopo il colpo di Stato del 2006.
Il generale dell'esercito ed ex primo ministro Prem Tinsulanonda, presidente del Consiglio Privato del re, espresse soddisfazione per il nuovo esecutivo. Sulla stampa internazionale fu riportato che il comandante in capo dell'esercito e co-responsabile del colpo di Stato del 2006, il generale Anupong Paochinda, convinse alcuni parlamentari a lasciare il PPP e a entrare nella nuova coalizione di governo. Il PPP diramò un comunicato definendo la sentenza della Corte costituzionale un colpo di Stato giudiziale e criticandone la procedura seguita, soprattutto per l'esiguo spazio concesso ai testimoni della difesa. Aggiunse che la moglie di uno dei giudici era membro dell'APD e che queste ed altre irregolarità avrebbero portato il popolo thai a contestare l'integrità della Corte.

### Disordini del 2009
Durante un'intervista televisiva del marzo 2009, l'esiliato Thaksin sostenne che il vero responsabile del colpo di Stato del 2006, il 18º nei 74 anni di storia costituzionale, fosse il presidente del Consiglio privato Prem Tinsulanonda, e che lo stesso Prem insieme agli altri membri del consiglio Surayud Chulanont e Chanchai Likhitjittha avessero orchestrato con i militari e l'APD le vicende del 2008 per favorire la nomina a premier di Abhisit. Ai primi di aprile vi fu una dimostrazione di 100 000 sostenitori di Thaksin che paralizzarono Bangkok chiedendo le dimissioni di Abhisit e l'uscita dal Consiglio privato di Prem, Surayud e Chanchai. Chiesero anche che fossero fissate nuove elezioni, sostenendo che il Parlamento non era l'espressione del voto popolare ma frutto degli intrighi del gruppo di Prem e che andasse ristabilita la democrazia.
Le proteste, guidate dalle camicie rosse del FUDD, si estesero a Pattaya e l'11 aprile provocarono l'annullamento del 4º East Asia Summit che si doveva tenere nella località balneare thai. I dimostranti, sollecitati da Thaksin, fecero irruzione nel centro congressi e costrinsero a fuggire in elicottero nove dei capi di governo dei Paesi dell'ASEAN presenti. Vi furono scontri a cui parteciparono le magliette blu che supportavano il governo; fu quindi dichiarato lo stato di emergenza nella regione. Le camicie gialle mantennero una posizione critica senza intervenire negli scontri, i vertici dell'APD chiesero formalmente le dimissioni del vice-primo ministro Suthep Thaugsuban, responsabile della sicurezza, del ministro della Difesa generale Prawit Wongsuwan e dei capi delle forze armate per non aver saputo prevenire l'azione delle camicie rosse. I capi dell'APD fecero sapere che se il governo non fosse stato in grado di normalizzare la situazione, ci avrebbe provato il loro movimento.
Gli scontri continuarono in quei giorni anche a Bangkok durante la festività del Songkran. Le camicie rosse bloccarono diverse strade trafficate della capitale e vi furono scontri con gruppi di sostenitori filo-governativi. Una donna con la camicia gialla investì con la sua auto alcuni dei manifestanti, fuggendo e facendo perdere le sue tracce. Il primo ministro dichiarò lo stato di emergenza anche per la capitale, chiamando le camicie rosse "nemici nazionali", mentre si formarono anche manifestazioni delle camicie gialle. Abhisit diffidò inoltre gli organi d'informazione dal riportare le cronache degli scontri. Il 12 aprile furono arrestati membri delle camicie rosse accusati di aver organizzato il raid di Pattaya e i loro compagni circondarono il tribunale richiedendone l'immediato rilascio. Centinaia di dimostranti bloccarono il palazzo del ministero dell'Interno dove si trovava il primo ministro, che riuscì a fuggire illeso, mentre una guardia fu catturata e esibita in una manifestazione. Le proteste proseguirono presso l'ufficio del primo ministro, dove la BBC riportò l'uccisione di due camicie rosse e l'arresto di altri manifestanti; nuovi blocchi stradali furono attuati in altre zone di Bangkok.
All'alba del 13 aprile intervenne l'esercito con lacrimogeni e sparando per disperdere i dimostranti che minacciavano di far esplodere un'auto-cisterna di GPL ad un blocco stradale nei pressi del Monumento alla Vittoria, ferendo 70 persone. Furono fatte chiudere la stazione TV che trametteva i messaggi di Thaksin e le stazioni radio sospettate di appoggiare le camicie rosse. Un mandato di arresto fu spiccato contro Thaksin e 13 leader delle camicie rosse, ritenuti responsabili degli scontri. Il giorno dopo alcuni manifestanti si consegnarono alla polizia e le manifestazioni ebbero fine. Nei giorni successivi il FUDD protestò ufficialmente per la sollecitudine con cui erano stati spiccati i mandati di arresto, mentre alle camicie gialle non ne erano ancora stati notificati per gli atti di violenza negli aeroporti in dicembre.

#### Tentato omicidio di Sondhi Limthongkul e Chanchai Likhitjittha
Alcuni giorni dopo fu tesa un'imboscata a Sondhi in un benzinaio da uomini armati in divisa militare che spararono oltre 100 colpi di M16 e AK-47 contro la sua auto. Sondhi rimase ferito alla testa ma rimase cosciente e fu poi operato in ospedale. Gli attentatori scapparono quando le sue guardie del corpo aprirono il fuoco. Il figlio Jittanart sostenne che dietro al delitto si nascondessero elementi dell'esercito e del governo Abhisit. In precedenza era stato vittima di un attentato il membro del Consiglio privato Chanchai Likhitjittha, e il tribunale aveva disposto il mandato di cattura per un deputato di un partito della coalizione di governo, anche se secondo i vertici dell'APD la responsabilità era da attribuire a Thaksin.

### Partito della Nuova Politica e nuove manifestazioni contro Thaksin
Nel maggio 2009, l'APD annunciò l'imminente fondazione di un nuovo partito in cui il movimento sarebbe confluito. Il Partito della Nuova Politica (PNP, in thailandese พรรคการเมืองใหม่, Phak Karn Muang Mai) fu registrato il 4 giugno 2009, il suo presidente ad interim fu Somsak Kosaisuuk; in ottobre fu eletto nuovo presidente Sondhi Limthongkul. Nel frattempo continuarono le proteste della camicie rosse per avere nuove elezioni che ebbero il momento più drammatico nella primavera del 2010, quando le forze dell'ordine intervennero con le armi per reprimere le manifestazioni, causando oltre 90 morti e 2000 feriti. Le elezioni politiche si tennero nel luglio 2011 e videro il trionfo del Partito Pheu Thai guidato dalla sorella di Thaksin, Yingluck Shinawatra, che fu eletta primo ministro in un governo di coalizione. Il Partito della Nuova Politica ottenne qualche migliaio di voti e nessun seggio, e nel luglio 2013 fu ribattezzato Partito Socialista Democratico Thailandese (PSDT). Il 27 dicembre 2012, alcuni leader dell'APD tra cui Sondhi Limthongkul e Chamlong Srimuang furono incriminati per gli assalti al palazzo del governo e al Parlamento nel 2008.
Il governo di Yingluck fu caratterizzato da crescenti proteste delle opposizioni, che criticarono il suo operato per essere manovrato dal fratello Thaksin e per favorirne gli interessi. La situazione si fece grave a partire dall'ottobre del 2013, quando i manifestanti che comprendevano le camicie gialle iniziarono a bloccare le strade della capitale e a scontrarsi con la polizia. Il nuovo movimento prese il nome Comitato Popolare di Riforma Democratica (CPRD) e fu però egemonizzato dal Partito Democratico; in particolare fu guidato dall'ex vice primo ministro Suthep Thaugsuban. Le camicie gialle furono comunque uno dei gruppi più importanti che aderirono alle manifestazioni sotto il nuovo nome di Esercito Popolare per rovesciare il Regime di Thaksin (EPRT, in thai: กองทัพประชาชนโค่นระบอบทักษิณ, Kongthap Prachachon Khonrabob Thaksin). I manifestanti del CPRD furono uniti nelle azioni di forza che compirono, ma il dibattito politico al suo interno fu acceso soprattutto per le aspre critiche del leader delle camicie gialle contro il Partito Democratico.
Le proteste determinarono la caduta dell'esecutivo di Yingluck, che dissolse il Parlamento in dicembre e continuò a governare ad interim in attesa delle nuove elezioni fissate per il febbraio 2014. Le elezioni vennero boicottate dall'opposizione che presidiò i seggi elettorali per impedire di votare. I dimostranti chiesero che alla famiglia Shinawatra fosse preclusa la possibilità di controllare il governo con una legge elettorale senza la quale quasi sicuramente i partiti vicini agli Shinawatra avrebbero vinto Le manifestazioni del CPRD continuarono e, dopo sette mesi di dure proteste, nel maggio del 2014 Yingluck fu destituita con una sentenza della Corte Costituzionale, come era successo ai suoi predecessori Samak Sundaravej e Somchai Wongsawat nel 2008, che la riconobbe colpevole di "abuso del potere politico a fini personali". Con tale sentenza furono destituiti anche tutti gli altri ministri in carica quando successe il fatto.
Il nuovo esecutivo provvisorio venne formato con altri politici della coalizione che era al governo, non implicati nella rimozione dell'ufficiale nel 2011. Primo ministro ad interim divenne Niwatthamrong Boonsongpaisan, l'ex ministro del Commercio, incaricato di guidare il Paese verso nuove elezioni. La destituzione di Yingluck creò preoccupazione per le eventuali ritorsioni ad opera delle camicie rosse. I dimostranti del CPRD proseguirono le proteste chiedendo al Senato di proclamare un nuovo governo che preparasse una nuova legge elettorale. Anche le camicie rosse si riunirono in massa nei pressi della capitale in supporto del governo e si temette che la vicinanza tra i due schieramenti potesse portare a una guerra civile.
Con l'acutizzarsi della tensione, il 20 maggio 2014 i militari del neonato Consiglio nazionale per la pace e per l'ordine, capeggiato dal comandante in capo dell'esercito Prayuth Chan-ocha, proclamarono la legge marziale ed il 22 successivo effettuarono un colpo di Stato, il dodicesimo da quando è stata concessa la Costituzione nel 1932. Il governo ad interim fu sciolto, la Costituzione (imposta nel 2007 dall'esercito) venne soppressa, entrò in vigore il coprifuoco sul territorio nazionale dalle 22 alle 5 e i dimostranti di entrambi gli schieramenti furono dispersi. I provvedimenti vennero presi dopo che, a partire dall'inizio delle proteste in novembre, 28 persone avevano perso la vita e 700 erano state ferite in scontri e attentati collegati alle proteste. I dimostranti del CPRD accolsero con gioia i militari che vennero a sciogliere le loro manifestazioni.

### Condanna a 20 anni di prigionia per Sondhi Limthongkul e scarcerazione dopo 3 anni
Nel febbraio 2012, il leader delle camicie gialle fu riconosciuto colpevole di frode da un tribunale di Bangkok di aver falsificato documenti negli anni novanta per ottenere un prestito di quasi 1,1 miliardi di baht per la sua azienda principale, il colosso delle telecomunicazioni Manager Media Group. Sondhi ammise le sue responsabilità ma fu lasciato libero pagando una cauzione e in attesa della sentenza di appello. Il 6 settembre 2016, la Corte suprema di Thailandia confermò le sentenza della Corte d'appello e lo condannò a 20 anni di detenzione con una sentenza inappellabile. Dopo il verdetto fu accompagnato direttamente in prigione. Sondhi riottenne la libertà grazie al perdono di re Vajiralongkorn e fu scarcerato il 4 settembre 2019.